# Why not?
「Why not?」（ホワイ ノット）は、SIAM SHADEの3枚目のシングル。1997年2月21日にリリース。

## 解説
2ndアルバム『SIAM SHADE III』からのシングルカット。ボーカルが録り直されたほか、アレンジも異なっている。そのためサブタイトルに「(Single Mix)」と表記されている。
2007年11月14日に、12cmCDとして再発された。
累計売上枚数は、約0.6万枚とシングル作品中唯一の1万枚割れであり最低売上・最低順位である。

## 収録曲
全作詞・作曲・編曲：SIAM SHADE名義。
1. Why not? (Single Mix) [4:51]
原曲・作詞:KAZUMA
2. I Believe [5:27]
3. Why not? (Single Mix)(Original Karaoke) [4:52]

## 収録アルバム
| 曲名      | アルバム                                          | 発売日         | 備考                           |
| --------- | ------------------------------------------------- | -------------- | ------------------------------ |
| Why not?  | 『SIAM SHADE III』                                | 1996年10月2日  | メジャー2ndオリジナルアルバム  |
| Why not?  | 『SIAM SHADE IX A-side Collection』               | 2002年3月6日   | ベストアルバム                 |
| Why not?  | 『SIAM SHADE X 〜THE PERFECT COLLECTION〜』       | 2002年11月27日 | ボックス・セット               |
| Why not?  | 『SIAM SHADE XI COMPLETE BEST 〜HEART OF ROCK〜』 | 2007年9月26日  | ファン投票によるベストアルバム |
| Why not?  | 『SIAM SHADE XII 〜The Best Live Collection〜』   | 2010年10月27日 | ライブベストアルバム           |
| I Believe | 『SIAM SHADE VIII B-side Collection』             | 2002年1月30日  | ベストアルバム                 |
| I Believe | 『SIAM SHADE X 〜THE PERFECT COLLECTION〜』       | 2002年11月27日 | ボックス・セット               |